# 黄金口停车场
黄金口停车场是武汉地铁4号线的一处停车场，也是4号线二期的配套工程，停车场位于汉阳区地铁黄金口站北侧。停车场占地180亩，相当于286个篮球场。 该停车场设有停车库、变电所、洗车库、污水处理厂等，可停放16列列车，2辆月检车位，并且预留了14列停车位，便于将来拓展。